# Al pie de la letra (álbum)
Al pie de la letra es el nombre del quinto álbum de estudio del cantautor, compositor y productor musical venezolano de origen israelí Ilan Chester. Fue publicado por Sonográfica en 1987.

## Lista de canciones
1. Para siempre
2. Eres una en un millón
3. Por alguien cómo tú
4. Amor y lluvia
5. Vale la pena esperar
6. Vivir contigo y sin ti
7. El carrousel
8. Así no más
9. Pisando tierra

Letra y música de Ilan Chester excepto "Por alguien como tu" escrita por Carlos Moreán y Claudio Gámez.